# Japanska azaleja
Japanska azaleja (lat.Rhododendron molle) vrsta je azaleje koja raste u Kini i Japanu. Raste na visini do 2500 metara.Ljekovita je biljka,te se koristi u hortikulturi.

## Opis
Grm visine do 2 metra,listovi ovalni, cvjetovi cveni.

## Vanjske poveznice
- Flora of China